# Dionysocles
Dionysocles van Tralles wordt door Strabo genoemd als een van de vooraanstaande retorici uit die stad. Hij was naar alle waarschijnlijkheid een pupil van Apollodorus van Pergamon, en leefde daardoor rond de tijd dat Strabo zelf ook leefde.